# 篦岳車站
篦岳車站或箟岳車站（日语：／ Nonotake eki */?）位於日本宮城縣遠田郡涌谷町，是東日本旅客鐵道（JR東日本）氣仙沼線沿線一個無人看管的鐵路車站，屬JR東日本仙台支社管轄，並由小牛田車站代為管理。

## 車站構造
側式月台1面1線的地面車站。小牛田站管理的無人站。

## 車站週邊
車站的命名源自位於本站西方約5公里處的「箟岳」（篦岳）。
- 篦岳丘陵
- 舊北上川
- 舊迫川

## 历史
- 1968年10月24日 - 設站。
- 1987年4月1日 - 日本國鐵分割民營化，本站營運由東日本旅客鐵道繼承。

## 相鄰車站
東日本旅客鐵道
■氣仙沼線
和渕－篦岳－陸前豐里

## 外部連結
- （日語）篦岳車站（JR東日本） （页面存档备份，存于）